# JazzSick Records
JazzSick Records is een onafhankelijk Duits platenlabel, waarop jazz en electrojazz uitkomt. Het is gevestigd in Düsseldorf.
Op het label is muziek uitgebracht van onder meer Tria Lingvo (Johannes Lemke, André Nendza en Christoph Hillmann), Lajos Dudas (o.m. met Hubert Bergmann), Leonard Jones, Benjamin Leuschner & Mathhias Goebel, Wolfgang Engstfeld (met Peter Weiss), Steffen Schorn, Philipp van Endert, Roger Hanschel, Axel Fischbacher, Reiner Witzel, Hartmut Kracht, Roger Hanschel, Thomas Rückert (met Lemke) en Roger Cicero.